# Shang-Chi và huyền thoại Thập Luân
Shang-Chi và huyền thoại Thập Luân (tên gốc tiếng Anh: Shang-Chi and the Legend of the Ten Rings) là phim siêu anh hùng của Mỹ năm 2021 dựa trên nhân vật Shang-Chi của Marvel Comics. Dưới sự sản xuất của Marvel Studios và phân phối bởi Walt Disney Studios Motion Pictures, đây là phim điện ảnh thứ 25 trong Vũ trụ Điện ảnh Marvel (MCU). Phim do Destin Daniel Cretton làm đạo diễn, từ phần kịch bản do anh chấp bút cùng Dave Callaham và Andrew Lanham, với sự tham gia diễn xuất của Lưu Tư Mộ trong vai Shang-Chi, cùng với sự tham gia của các diễn viên phụ gồm Awkwafina, Trương Mộng Nhi, Trần Pháp Lai, Florian Munteanu, Benedict Wong, Dương Tử Quỳnh, Ben Kingsley và Lương Triều Vỹ. Trong phim, nhân vật Shang-Chi buộc phải đối mặt với quá khứ của mình khi cha anh là Văn Vũ – thủ lĩnh nhóm Thập Luân – lôi kéo anh và em gái Hạ Linh vào cuộc tìm kiếm một ngôi làng thần thoại.
Một bộ phim dựa trên nhân vật Shang-Chi bắt đầu được phát triển từ năm 2001, nhưng dự án đã không được bắt đầu một cách nghiêm túc cho đến tháng 12 năm 2018 khi Callaham được thuê về đảm nhiệm phần kịch bản. Cretton tham gia dự án từ tháng 3 năm 2019, và dự án được coi là phim điện ảnh đầu tiên của Marvel có vai chính người châu Á. Tựa đề phim và dàn diễn viên chính của phim đã được công bố vào tháng 7 cùng năm, tiết lộ mối liên hệ giữa bộ phim và Thập Luân – một tổ chức trước đây đã từng xuất hiện trong MCU, có thủ lĩnh là Văn Vũ. Shang-Chi và huyền thoại Thập Luân là phim điện ảnh đầu tiên của Marvel Studios có đạo diễn người châu Á và dàn diễn viên chủ yếu là người châu Á. Quá trình quay phim bắt đầu tại Sydney vào tháng 2 năm 2020 nhưng bị tạm dừng vào tháng 3 do những ảnh hưởng của đại dịch COVID-19. Công tác sản xuất được tiếp tục vào tháng 8 và hoàn thành vào tháng 10, với các cảnh quay bổ sung được thực hiện ở San Francisco.
Shang-Chi và huyền thoại Thập Luân được công chiếu ra mắt tại Los Angeles vào ngày 16 tháng 8 năm 2021 và được phát hành tại Hoa Kỳ vào ngày 3 tháng 9 năm 2021. Tác phẩm được đặt trong Giai đoạn 4 của MCU, thu về 423,6 triệu USD toàn cầu, trở thành phim điện ảnh có doanh thu cao thứ bảy trong năm 2021. Phim nhận được đánh giá tích cực từ các nhà phê bình, với nhiều khen ngợi dành cho biên đạo hành động, những khám phá về văn hóa Châu Á cũng như diễn xuất của dàn diễn viên, đặc biệt là Lưu Tư Mộ và Lương Triều Vỹ.

## Nội dung
Hàng ngàn năm trước, Từ Văn Vũ (Mandarin) tìm thấy Thập Luân, mười chiếc vòng toả ra năng lượng thần bí giúp người dùng bất tử và có sức mạnh to lớn. Văn Vũ tích lũy một đội quân chiến binh được gọi là Thập Luân Hội và chinh phục nhiều vương quốc và lật đổ các chính phủ trong suốt chiều dài lịch sử. Năm 1996, Văn Vũ bắt đầu tìm kiếm ngôi làng Đại La (大羅), nơi được cho là chứa nhiều linh thú, để mở rộng quyền lực của mình. Ông tìm thấy lối vào của ngôi làng, nhưng bị người giám hộ của làng, Ánh Lệ ngăn cản không cho vào. Hai người yêu nhau và có hai đứa con, đặt tên Shang-Chi (Thượng Khí) và Xialing (Hạ Linh). Văn Vũ từ bỏ Thập Luân Hội và tổ chức của mình để đến với gia đình. Tuy nhiên, Ánh Lệ đã bị sát hại bởi Thiết Bang, đối thủ cũ của Thập Luân Hội, và Văn Vũ một lần nữa phục hồi Thập Luân Hội để tàn sát họ và tiếp tục các hoạt động tội phạm của mình. Shang-Chi bắt đầu tập luyện võ thuật và được Văn Vũ cử đi lúc 14 tuổi để ám sát thủ lĩnh của Thiết Bang. Sau khi hoàn thành nhiệm vụ của mình, một Shang-Chi bị chấn thương cả về thể xác lẫn tâm lý trốn thoát đến San Francisco, nơi anh lấy tên là "Shaun".
Ở thời điểm hiện tại, Shang-Chi làm điều xe tại một khách sạn sang trọng với người bạn thân nhất của mình, Katy. Khi đang trên xe buýt trên đường đi làm, Shang-Chi và Katy bị tấn công bởi thuộc hạ của Thập Luân Hội do Razor Fist dẫn đầu. Shang-Chi chống lại họ nhưng phát hiện ra rằng mặt dây chuyền của mẹ anh đã bị lấy mất. Lo sợ rằng Thập Luân Hội sẽ tấn công Hạ Linh để lấy mặt dây chuyền còn lại của em mình, Shang-Chi quyết định truy tìm cô và tiết lộ quá khứ của anh cho Katy, người đồng ý giúp anh. Họ tìm thấy Hạ Linh tại một sàn đấu võ ngầm ở Ma Cao, nơi cô ấy là chủ; Hạ Linh bày tỏ sự bất bình của cô đối với Shang-Chi và cha của họ. Câu lạc bộ chiến đấu sau đó bị tấn công bởi Thập Luân Hội, Văn Vũ bất ngờ đến để bắt Shang-Chi, Katy và Hạ Linh. Họ được đưa đến tổng đàn của Thập Luân Hội, nơi Văn Vũ tiết lộ việc hắn tin rằng Ánh Lệ vẫn còn sống và đang bị giam giữ ở Tháp La, rồi sử dụng 2 mặt dây chuyền để tạo ra một bản đồ chỉ dẫn lối vào làng. Văn Vũ lên kế hoạch phá hủy ngôi làng sau khi giải thoát cho vợ. Tuy nhiên, nhóm bạn trẻ gồm Shang-Chi, Hạ Linh và Thụy Văn (tên tiếng Hoa của Katy) phản đối dẫn đến việc bị giam giữ. Cả ba trốn thoát khỏi khu phức hợp với sự giúp đỡ của cựu diễn viên Trevor Slattery, người bị Thập Luân Hội giam giữ vì đóng giả Mandarin.
Được hướng dẫn bởi Morris - một con Hỗn Độn Thú, người bạn đồng hành tin cậy của Slattery, cả nhóm lái xe đến Tháp La để cảnh báo ngôi làng về sự tấn công của Thập Luân và gặp Ánh Nam, em gái của Ánh Lệ. Tại đây, bà giới thiệu cho cả nhóm về lịch sử của Tháp La: hàng ngàn năm trước, ngôi làng đã bị tấn công bởi Tà Hồn trong Bóng tối và tay sai của hắn. Tuy nhiên, ngôi làng đã được cứu bởi một con rồng được gọi là Đại Vệ Thần (Great Protector), nó đã phong ấn Tà Hồn và tay sai của hắn trong một ngọn núi. Theo Ánh Nam, Tà Hồn đã mê hoặc Văn Vũ khiến ông nghĩ rằng Ánh Lệ vẫn còn sống, vì vậy ông ta quyết tâm sẽ sử dụng những chiếc vòng để phá vỡ phong ấn. Dân làng cùng Shang-Chi, Hạ Linh và Thụy Văn tập luyện và chuẩn bị cho trận chiến với Thập Luân Hội. Văn Vũ và Thập Luân Hội đến để phá hủy phong ấn và một trận chiến xảy ra. Văn Vũ và Shang-Chi chiến đấu, kết thúc bằng việc Văn Vũ ném Shang-Chi xuống cái hồ gần đó. Được hướng dẫn bởi giọng nói của Ánh Lệ, Văn Vũ bắt đầu phá vỡ phong ấn bằng những chiếc vòng, điều này đã giúp cho những linh hồn tà ác - tay sai của Tà Hồn thoát khỏi phong ấn. Dân làng và Thập Luân Hội kêu gọi đình chiến để ngăn chặn bọn tay sai. Shang-Chi được Đại Vệ Thần đánh thức, cùng nhau, họ bay khỏi mặt nước và chiến đấu với Tà Hồn. Văn Vũ và Shang-Chi chiến đấu một lần nữa, với chiến thắng thuộc về Shang-Chi. Được tiếp thêm sức mạnh bởi những linh hồn bị bọn tay sai bắt giữ, Tà Hồn trốn thoát. Văn Vũ hy sinh bản thân để cứu Shang-Chi và trao lại Thập Luân cho anh. Tà Hồn cuối cùng bị giết bởi những nỗ lực kết hợp của Shang-Chi, Đại Vệ Thần, Hạ Linh và Thụy Văn.
Shang-Chi và Katy quay trở lại San Francisco, rồi họ nhận được lời mời từ pháp sư Wong để cùng ông đến Sanctum Sanctorum. Trong một cảnh post-credit, Shang-Chi nói chuyện với Bruce Banner và Carol Danvers, và phát hiện ra rằng mười chiếc vòng đang phát ra một tín hiệu bí ẩn. Trong cảnh after-credit, Hạ Linh trở thành thủ lĩnh mới của Thập Luân Hội.

## Diễn viên

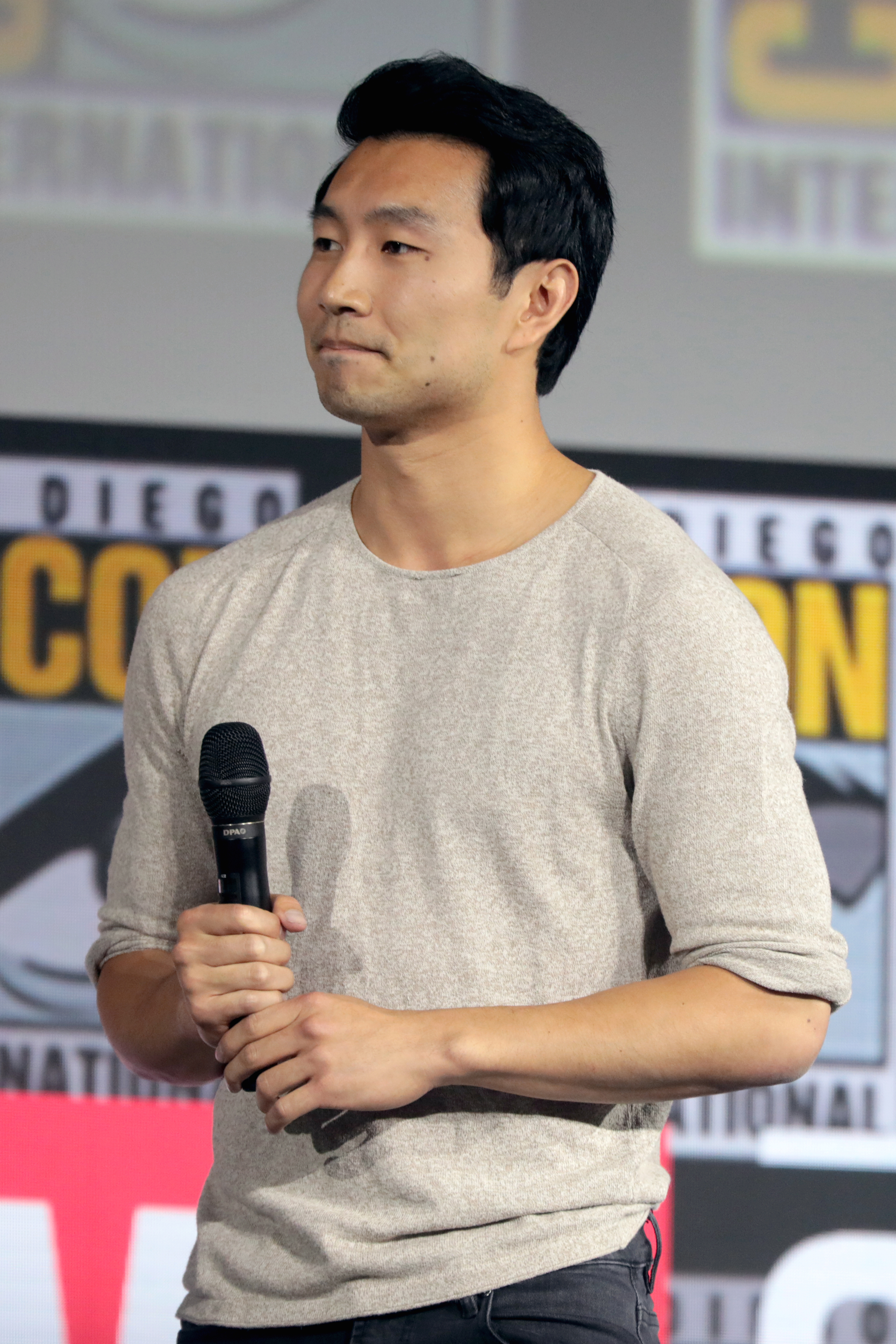
Lưu Tư Mộ tại San Diego Comic-Con năm 2019.

- Lưu Tư Mộ tại San Diego Comic-Con năm 2019.Lưu Tư Mộ trong vai Từ Thượng Khí (giản thể: 徐尚气; phồn thể: 徐尚氣; bính âm: Xú Shàngqì) /Shaun/Shang-Chi: Một võ sĩ tài giỏi được cha mình là Mandarin (Văn Vũ) huấn luyện khi còn nhỏ để trở thành sát thủ. Shang-Chi rời tổ chức Thập Luân để có một cuộc sống bình thường ở San Francisco , và đổi tên thành "Shaun". Đạo diễn Destin Daniel Cretton mô tả Shang-Chi như một con cá cạn ở Hoa Kỳ, người cố gắng che giấu điều đó bằng sức lôi cuốn của mình, và không biết "anh ta thực sự là ai". Cretton cũng so sánh Shang-Chi với nhân vật Will Hunting của Matt Damon từ Good Will Hunting (1997), với cả hai nhân vật kết hợp giữa nam tính và dễ bị tổn thương, đồng thời có những bí mật và siêu năng lực mà họ không thể hiểu được. Cretton mô tả bộ phim là một cuộc hành trình để Shang-Chi khám phá vị trí của mình trên thế giới, và Lưu nói thêm rằng cuộc đấu tranh về danh tính của Shang-Chi là cốt lõi của nhân vật hơn là kỹ năng võ thuật của anh ta. Lưu thực hiện nhiều pha nguy hiểm của riêng mình vì nhân vật không đeo mặt nạ, và tăng 10 pound (4,5 kg) cơ cho vai diễn đồng thời rèn luyện sự linh hoạt của anh ta. Lưu Tư Mộ am hiểu về taekwondo, thể dục dụng cụ và Vịnh Xuân Quyền, và được học và đào tạo về thái cực quyền, wushu, Muay Thái, pencak silat, Krav Maga, nhu thuật, boxing, và chiến đấu đường phố cho bộ phim. Trương Thiên Nhất và Arnold Sun lần lượt vào vai Shang-Chi khi còn nhỏ và thiếu niên.
- Awkwafina trong vai Trần Thụy Văn/Katy: Một người hầu phòng khách sạn và là bạn thân nhất của Shang-Chi ở San Francisco, người không biết về quá khứ của mình. Awkwafina mô tả Katy là người dễ gần, với "trái tim thực sự" và tận tụy với Shang-Chi, người đang "bị đẩy vào một thế giới mà cô ấy thực sự không biết phải làm gì [... và đang] khám phá những điều về bản thân cô ấy". Katy gặp khó khăn trong việc định hướng cuộc sống của mình, điều mà Awkwafina cảm thấy là cuộc đấu tranh liên quan đến rất nhiều người Mỹ gốc Á do kỳ vọng của chính họ cũng như của cha mẹ và xã hội của họ.
- Trương Mộng Nhi vai Từ Hạ Linh (giản thể: 徐夏灵; phồn thể: 徐夏靈; bính âm: Xú Xìalíng) Em gái bị ghẻ lạnh của Thượng Khí và con gái của Văn Vũ. Hạ Linh là vai diễn điện ảnh đầu tiên của Trương Mộng Nhi, và là sự kết hợp của một số nhân vật truyện tranh, đặc biệt lấy cảm hứng từ Trịnh Bảo Ngọc. Trương nói Hạ Linh dễ bị tổn thương sau vẻ ngoài cứng rắn của cô ấy,  và yêu cầu loại bỏ vệt đỏ vốn có trên tóc của nhân vật sau khi phát hiện ra mối liên hệ của phong cách với khuôn mẫu "cô gái châu Á nổi loạn"; vệt này đã bị xóa khỏi các cảnh quay hiện có trong quá trình hậu sản xuất với các hiệu ứng hình ảnh. Đối với vai diễn này, cô đã được đào tạo trong MMA, thái cực quyền, và phi tiêu dây thừng. Elodie Fong và Harmonie He lần lượt vào vai Hạ Linh khi còn nhỏ và thiếu niên.
- Trần Pháp Lai vai Ứng Lệ (giản thể: 应丽; phồn thể: 應麗; bính âm: Yīng lì): Vợ của Văn Vũ và là mẹ của Thượng Khí và Hạ Linh, người bảo vệ Tháp La. Trần Pháp Lai đã học thái cực quyền cho vai diễn này.
- Florian Munteanu trong vai Razor Fist: Một thành viên của Thập Luân hội, người có một lưỡi dao rựa cho tay phải của mình.
- Hoàng Khải Hoàn trong vai Vương: Phù thủy tối cao tham gia một giải đấu trong lồng.
- Dương Tử Quỳnh vai Ứng Nam (giản thể: 应南; phồn thể: 應南; bính âm: Yīng nán): Người giám hộ của Tháp La, là dì của Shang-Chi và Xialing. Yeoh trước đây đã đóng vai Aleta Ogord trong bộ phim MCU Vệ binh dải Ngân Hà 2 (2017).
- Ben Kingsley trong vai Trevor Slattery: Một nam diễn viên trước đây đội lốt Mandarin và bị bắt cóc bởi Thập Luân hội, trở thành "trò hề của tòa án" hay còn gọi là kẻ lừa đảo Shakespear cho Văn Vũ. Anh ta có mối quan hệ thân thiết với hundun Morris thần thoại, và cùng Shang-Chi hành trình đến Tà Lộ. Cretton cảm thấy cần phải "nghe [Slattery] thừa nhận toàn bộ tình huống [mạo danh Mandarin] đó thật nực cười như thế nào", như đã thấy trong Iron Man 3 (2013) và phim ngắn Marvel One-Shot All Hail the King (2014), cảm thấy rằng việc Slattery xin lỗi vì đã mạo danh Wenwu là cách hoàn hảo để xin lỗi vì những định kiến về chủng tộc xung quanh Mandarin. Kingsley thích xem lại và phát triển nhân vật, với Cretton nói rằng Kingsley đã có thể khắc họa "một Trevor thực sự đã được hưởng lợi từ việc ở trong tù và đã trở thành một phiên bản trong sạch và tỉnh táo của chính mình".
- Lương Triều Vỹ trong vai Từ Văn Vũ (tiếng Trung: 徐文武; bính âm: Xú wénwǔ): Cha của Thượng Khí và Hạ Linh và là thủ lĩnh của Thập Luân hội. Văn Vũ là nhân vật gốc của Vũ trụ Điện ảnh Marvel (MCU), người thay thế cha đẻ của nguyên tác truyện tranh Shang-Chi, Fu Manchu, một "nhân vật có vấn đề" gắn liền với định kiến phân biệt chủng tộc mà Marvel Studios không nắm bản quyền làm phim. Trong phim, Văn Vũ đã đảm nhận nhiều tên khác nhau, bao gồm cả "The Mandarin", do nhà sản xuất Jonathan Schwartz được ghi nhận đi kèm với sự mong đợi của khán giả do lịch sử truyện tranh của cái tên đó. Ông nói rằng Văn Vũ là một nhân vật phức tạp và nhiều tầng lớp hơn so với phiên bản truyện tranh, và Cretton nói thêm rằng có những khía cạnh có vấn đề trong chân dung truyện tranh của Mandarin mà ông muốn thay đổi. Anh ấy cảm thấy Lương Triều Vỹ tránh được khuôn mẫu châu Á và cách miêu tả một chiều bằng cách mang tính nhân văn và tình yêu thương vào vai diễn, mô tả Văn Vũ là một "con người nhận thức đầy đủ" với những lý do xác đáng cho những quyết định tồi tệ của anh ấy. Lương không muốn tiếp cận nhân vật như một nhân vật phản diện, thay vào đó hy vọng khám phá lý do đằng sau lý do tại sao anh ta là "một người đàn ông có lịch sử, người khao khát được yêu thương", mô tả anh ta là "một kẻ sát nhân xã hội, một kẻ tự ái, [[và...]] một người cố chấp"

Cùng xuất hiện trong phim còn có Ronny Chieng trong vai Jon Jon, cánh tay phải của Hạ Linh và là phát thanh viên tại câu lạc bộ chiến đấu ngầm của cô;
Yuen Wah Nguyên Hoa trong vai Guang Bo, một trong những thủ lĩnh của Ta Lo ( Tháp La );
Jodi Long trong vai bà Chen, mẹ của Katy;
Dallas Liu trong vai Ruihua, em trai của Katy;
Paul He trong vai Chancellor Hui;
Tsai Chin trong vai bà của Katy; Andy Le trong vai Death Dealer, một trong những sát thủ của Văn Vũ, người đã huấn luyện Shang-Chi thời trẻ;
Stephanie Hsu và Kunal Dudheker trong vai Soo và John, những người bạn đã kết hôn của Shang-Chi và Katy;
Zach Cherry trong vai Klev, một người lái xe buýt đã phát trực tiếp một trong những trận đánh nhau của Shang-Chi (sau khi đóng vai một người bán hàng rong trong Spider-Man: Homecoming năm 2017); và Dee Baker trong vai Morris, một con hundun kết bạn với Slattery.
Jade Xu đảm nhận vai một Góa phụ đen tên là Helen từ Góa phụ đen (2021), trong khi Tim Roth cung cấp giọng nói chưa được công nhận cho nhân vật Emil Blonsky / Abomination trong The Incredible Hulk (2008) của anh. Mark Ruffalo và Brie Larson dường như không được công nhận trong cảnh mid-credit khi Bruce Banner và Carol Danvers, lần lượt đảm nhận vai diễn của họ trong MCU.

## Sản xuất

### Phát triển
Theo Margaret Loesch, cựu chủ tịch kiêm giám đốc điều hành của Marvel Productions, Stan Lee đã thảo luận về một bộ phim hoặc phim truyền hình tiềm năng dựa trên nhân vật Shang-Chi của Marvel Comics với diễn viên Brandon Lee và mẹ Linda Lee trong suốt những năm 1980, với ý định có Brandon Lee ngôi sao trong vai nhân vật. Cha của Brandon, huyền thoại võ thuật Lý Tiểu Long, là nguồn cảm hứng hình ảnh cho nghệ sĩ Paul Gulacy khi vẽ Shang-Chi trong nhiệm kỳ của ông trong bộ truyện tranh Master of Kung Fu vào những năm 1970. Năm 2001,Stephen Norrington đã ký hợp đồng đạo diễn một bộ phim Shang-Chi mang tên The Hands of Shang-Chi. Đến năm 2003, bộ phim đang được phát triển tại DreamWorks Pictures với Yuen Woo-Ping thay thế Norrington làm đạo diễn và Bruce C. McKenna được thuê viết kịch bản.  Ang Lee tham gia dự án với tư cách là nhà sản xuất vào năm 2004, nhưng bộ phim đã không thành hiện thực sau thời điểm đó và các quyền đối với nhân vật được trao lại cho Marvel.  Vào tháng 9 năm 2005, Chủ tịch kiêm Giám đốc điều hành Marvel Avi Arad công bố Shang-Chi là một trong mười tài sản đang được phát triển thành phim bởi Marvel Studios mới thành lập.,  sau khi công ty nhận được tài chính để sản xuất danh sách mười bộ phim sẽ được phân phối bởi Paramount Pictures .  Shang-Chi được đưa vào danh sách những nhân vật mà Marvel cho rằng có thể làm nên những bộ phim tuyệt vời mặc dù tương đối ít người biết đến, vì anh ta có một "câu chuyện rất Disney" trong truyện tranh.
Mười chiếc nhẫn đã được xuất hiện trong bộ phim đầu tiên của Vũ trụ Điện ảnh Marvel (MCU), Người Sắt (2008), mà không có thủ lĩnh của họ là Mandarin. Marvel Studios sau đó đã lên kế hoạch giới thiệu Mandarin trong một bộ phim có thể làm cho nhân vật "công lý tối cao" và thể hiện sự phức tạp của anh ta, điều mà Chủ tịch Marvel Studios Kevin Feige cảm thấy họ không thể làm được trong các bộ phim Người Sắt vì những bộ phim tập trung vào Tony Stark / Người Sắt. Theo Chris Fenton, cựu chủ tịch của công ty sản xuất phim DMG Entertainment có trụ sở tại Trung Quốcđang đàm phán với Marvel Studios để đồng sản xuất phim của họ, Marvel đã đề nghị tạo một đoạn giới thiệu có tiếng Shang-Chi hoặc tiếng Quan thoại cho thị trường Trung Quốc sẽ được giới thiệu vào cuối The Avengers (2012). DMG đã từ chối lời đề nghị này, vì miêu tả khuôn mẫu tiêu cực của Mandarin trong truyện tranh có thể khiến bộ phim không được phát hành ở Trung Quốc và có nguy cơ đóng cửa DMG với tư cách là một công ty. Mandarin cuối cùng sẽ xuất hiện trong bộ phim đồng sản xuất của DMG là Iron Man 3 (2013) do Ben Kingsley thủ vai , nhưng anh ta được tiết lộ là kẻ mạo danh Trevor Slattery đóng giả là Mandarin. Feige cảm thấy tiếng Quan Thoại giả này không nhất thiết có nghĩa là một phiên bản trung thành hơn của nhân vật không tồn tại trong MCU.

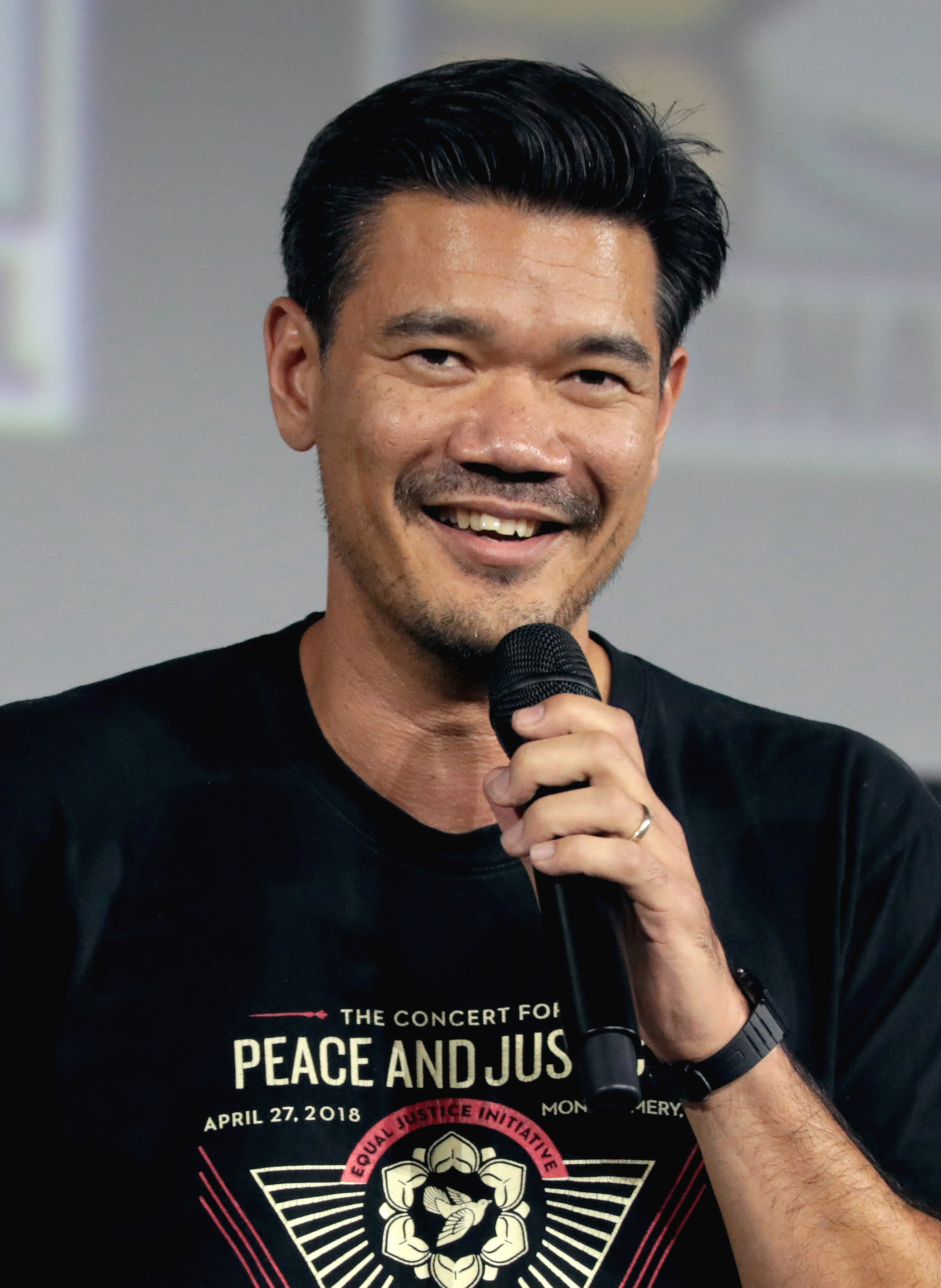
Destin Daniel Cretton quảng bá phim tại San Diego Comic-Con 2019.

Vào tháng 12 năm 2018, Marvel đã nhanh chóng phát triển một bộ phim Shang-Chi với ý định biến nó thành bộ phim đầu tiên của họ với một vai chính châu Á. Marvel đã thuê nhà văn người Mỹ gốc Hoa Dave Callaham viết kịch bản và bắt đầu xem xét các nhà làm phim người Mỹ gốc Á và người Mỹ gốc Á để có khả năng đạo diễn bộ phim. Mục tiêu của hãng phim là khám phá các chủ đề châu Á và người Mỹ gốc Á được trình bày bởi các nhà làm phim người Mỹ gốc Á và châu Á, như họ đã làm cho văn hóa người Mỹ gốc Phi và người Mỹ gốc Phi với Black Panther vào đầu năm 2018.  Sự phát triển của bộ phim cũng diễn ra sau đó thành công của bộ phim Crazy Rich Asians (Con nhà siêu giàu châu Á ) cũng được phát hành vào đầu năm 2018 và kéo theo một số phim khác do các hãng phim châu Á đứng đầu sẽ được phát triển bởi các hãng phim Hollywood. Kịch bản của Callaham dự kiến sẽ hiện đại hóa các yếu tố trong câu chuyện truyện tranh của nhân vật, được viết lần đầu vào những năm 1970, để tránh những gì khán giả hiện đại coi là định kiến tiêu cực.  Khi Callaham bắt đầu viết kịch bản, anh ấy xúc động nhận ra đây là dự án đầu tiên mà anh ấy được yêu cầu viết "từ kinh nghiệm của chính tôi, từ quan điểm của riêng tôi". Richard Newby của The Hollywood Reporter nói rằng bộ phim có thể "bùng nổ theo cách tương tự như Black Panther" bằng cách mang đến một góc nhìn mới cho nhân vật. Newby cảm thấy Shang-Chi có thể đã hoạt động tốt như một bộ phim truyền hình, và nói rằng nó" nói lên rất nhiều "rằng Marvel sẽ quyết định làm một bộ phim truyện về nhân vật thay thế. Newby kết luận rằng bộ phim là cơ hội để tránh những định kiến về võ sĩ châu Á và "hơn cả Bruce Lee của Marvel".
Marvel Studios đã thuê nhà làm phim người Mỹ gốc Nhật Destin Daniel Cretton đạo diễn bộ phim vào tháng 3 năm 2019. Deborah Chow - người đã từng đạo diễn các tập của loạt phim Iron Fist và Jessica Jones của Marvel Television - Justin Tipping và Alan Yang cũng được xem xét.  Cretton thừa nhận rằng trước đây anh không quan tâm đến việc đạo diễn một bộ phim siêu anh hùng, nhưng đã bị thu hút bởi dự án giúp tạo ra một thế giới và nhân vật mà trẻ em châu Á có thể nhìn vào và nhìn thấy chính mình. Cretton chào sân cho bộ phim bộ phim bao gồm cảm hứng hình ảnh từ Trung Quốc , Hàn Quốc, Nhật Bản và điện ảnh châu Á khác, bao gồm cả anime, để làm nổi bật một giai điệu thể hiện "bộ phim truyền hình và nỗi đau của cuộc sống, nhưng cũng cho thấy sự hài hước của cuộc sống". Vào tháng 4, Marvel Studios và Bộ trưởng Nghệ thuật Úc Mitch Fifield đã thông báo rằng một bộ phim sắp tới của Marvel, được cho là Shang-Chi , sẽ được quay tại Fox Studios Australia ở Sydney và trên khắp tiểu bang New South Wales .. Việc sản xuất nhận được 24 triệu đô la Úc (17 triệu đô la Mỹ) tài trợ một lần từ chính phủ Úc, cũng như hỗ trợ từ quỹ nhà nước "Made in NSW" trị giá 10 triệu đô la Úc (7 triệu đô la Mỹ). Việc sản xuất dự kiến sẽ tạo ra 150 triệu đô la Úc (107 triệu đô la Mỹ) cho nền kinh tế Úc cũng như 4.700 việc làm mới, đồng thời tận dụng lợi thế của khoảng 1.200 doanh nghiệp địa phương.  Don Harwin , Bộ trưởng Nghệ thuật New South Wales, đã xác nhận vào tháng 7 rằng bộ phim này là Shang-Chi và nó sẽ được sản xuất cùng với Thor: Love and Thunder (2022) của Marvel Studios; quá trình sản xuất trên Shang-Chi được thiết lập để hoàn thành trước khi bắt đầu công việc cho Love and Thundermuộn hơn vào năm 2020.

### Tiền sản xuất
Vào giữa tháng 7 năm 2019, Marvel Studios bắt đầu thử nghiệm các diễn viên ở độ tuổi 20 cho vai Shang-Chi,  bao gồm Lewis Tan và Simu Liu ;  Tan trước đây đã đóng vai Zhou Cheng trong Iron Fist .  Hãng phim kiên quyết rằng các diễn viên là người gốc Hoa phải thử vai cho nhân vật này.  Liu đã được cân nhắc trước đó trong quá trình thử vai và được đưa trở lại để thử vai lần thứ hai khi các nhà quảng cáo cảm thấy khó khăn trong việc chọn vai.  Anh ấy thử nghiệm lại cho vai diễn này vào ngày 14 tháng 7 và chính thức được chọn vào ngày 16 tháng 7.  Awkwafina, người đầu tiên chọn diễn viên cho bộ phim, đã có các bài kiểm tra hóa học với các diễn viên tiềm năng và nói rằng "rõ ràng [Liu] là Shang-Chi từ bước nhảy".  Dàn diễn viên của Liu và Awkwafina đã được Cretton và nhà sản xuất Feige công bố tại hội thảo San Diego Comic-Con của Marvel Studios vào ngày 20 tháng 7, nơi tiêu đề đầy đủ của bộ phim được công bố là Shang-Chi và Truyền thuyết về Mười chiếc nhẫn . Feige đã ghi nhận vai trò của tổ chức Mười chiếc nhẫn trong suốt MCU và cho biết Mandarin sẽ được giới thiệu trong bộ phim này cùng với vai Lương Triều Vỹ .
Biểu tượng Mười chiếc nhẫn đã được thay đổi cho bộ phim từ việc bao gồm tiếng Mông Cổ trong các lần xuất hiện trước đây của MCU sang có các ký tự Trung Quốc "khó hiểu", từ đồng nghĩa với sức mạnh hoặc quyền lực được viết bằng chữ viết cổ. Điều này đã được thực hiện sau sự xuất hiện của logo trong Iron Man 3 , đã thu hút sự phẫn nộ từ chính phủ Mông Cổ, những người cảm thấy các kịch bản của Mông Cổ "ràng buộc một cách xúc phạm di sản văn hóa phi vật thể của đất nước với một nhóm khủng bố", mặc dù Oyungerel Tsedevdamba, cựu Bộ trưởng Văn hóa, Thể thao và du lịch, tin rằng sự thay đổi này nhằm xoa dịu thị trường Trung Quốc.  Kingsley hoàn thành vai diễn Slattery trong Shang-Chi và Truyền thuyết về Mười chiếc nhẫn, với kế hoạch đưa nhân vật vào sớm để giúp khám phá đầy đủ "bối cảnh của Mandarin là ai trong MCU".  Nhà sản xuất Jonathan Schwartz gọi Slattery là một "vũ khí bí mật" mà phần giới thiệu của bộ phim sẽ chuyển nó sang một hướng khác và mang lại cảm giác hài hước.  Cretton cho biết vào tháng 10 rằng quá trình sản xuất sẽ bắt đầu vào đầu năm 2020.  Vào tháng 12, Feige cho biết bộ phim sẽ có sự tham gia của dàn diễn viên chủ yếu là người châu Á.  Một tháng sau, Dương Tử Quỳnh tham gia cuộc đàm phán cho một vai diễn trong phim. Điều này dành cho một nhân vật khác với Aleta Ogord, người mà Yeoh đã miêu tả ngắn gọn trong Marvel's Guardians of the Galaxy Vol. 2(2017).  Jessica Henwick , người trước đây đã đóng vai Colleen Wing trong Iron Fist , được Disney đề nghị thử vai cho vai Xialing trong phim,  nhưng đồng thời được đề nghị bởiWarner Bros. the role of Bugs in The Matrix Resurrections (2021); after Disney and Warner gave her an ultimatum over which role to select with the condition of rejecting the other, Henwick chose the Resurrections part over Shang-Chi, in part because she wanted to reprise the role of Wing in a future MCU production.
Ngoài Callaham, Cretton và Andrew Lanham cũng đóng góp vào kịch bản cho Shang-Chi và Truyền thuyết về Mười chiếc nhẫn từ một câu chuyện của Callaham và Cretton.  Bộ phim được mô tả là "sử thi siêu anh hùng sâu rộng kết hợp chính kịch tình cảm gia đình với hành động võ thuật bất chấp trọng lực". Schwartz cho biết phần lớn vòng cung của Shang-Chi trong Marvel Comics là một bộ phim gia đình và Cretton muốn tập trung vào yếu tố đó cho bộ phim, khám phá nền tảng gia đình tan vỡ và lạm dụng của Shang-Chi. Liu lưu ý rằng cốt truyện truyện tranh của Shang-Chi không được biết đến rộng rãi như cốt truyện của các nhân vật truyện tranh như Người dơi hay Người nhệnvà điều đó cho phép các nhà biên kịch của bộ phim tự do sáng tạo hơn với câu chuyện. Cretton và Callaham nhận ra một số định kiến về chủng tộc xung quanh nhân vật trong truyện tranh, với Liu nói rằng tất cả mọi người liên quan đều "rất nhạy cảm để không đi vào lãnh thổ khuôn mẫu". Cretton tin rằng kịch bản kết quả là một "bản cập nhật thực sự đẹp" cho nhân vật so với những gì bắt đầu trong truyện tranh.
Cretton cảm thấy bộ phim đã kể một câu chuyện chân thực về bản sắc châu Á. Callaham nói rằng "không có một giọng nói người Mỹ gốc Á nào", và anh và Cretton đã suy nghĩ về cách bộ phim có thể nói chuyện với "cộng đồng người gốc Á rộng lớn hơn" và nhìn chung sẽ mang tính giải trí nhưng cũng "mang tính cá nhân đối với tất cả những người này".  Các diễn viên Liu, Leung và Meng'er Zhang đã đóng góp kinh nghiệm của chính họ đến từ Canada, Hồng Kông và Trung Quốc đại lục, để tăng thêm tính chân thực cho bộ phim. Một số khía cạnh đã được thảo luận liên quan đến mỗi cảnh là liệu các nhân vật nên nói bằng tiếng Quan Thoại Trung Quốc hay tiếng Anh và loại thức ăn được phục vụ trong các hộ gia đình khác nhau để đảm bảo cảm giác chân thực đối với nhà của ai. Mở đầu bộ phim bắt đầu bằng lời tường thuật hoàn toàn bằng tiếng Quan Thoại, mà Nancy Wang Yuen , viết cho io9, được cho là một quyết định nổi bật đối với một bộ phim MCU để "bắt đầu bằng một ngôn ngữ khác ngoài tiếng Anh và tiếp tục như vậy trong một thời gian dài". Về việc sử dụng tiếng Quan Thoại trong phim, Cretton cho biết việc lựa chọn sử dụng ngôn ngữ nào khi "luôn bắt nguồn từ logic của các nhân vật và ai sẽ tự nhiên nói ngôn ngữ nào". Zhang, người có ngôn ngữ đầu tiên là tiếng Quan Thoại, từng là huấn luyện viên phương ngữ cho các diễn viên khác. Shang-Chi và Truyền thuyết về Mười chiếc nhẫn đề cập sâu hơn đến ngôn ngữ châu Á và một số đặc điểm tiêu cực xung quanh nó bằng cách miêu tả các nhân vật của nó có kiến thức đa dạng về các ngôn ngữ châu Á, thể hiện qua cuộc trao đổi với Katy và Jon Jon khi Jon Jon nói rằng anh ấy nói " ABC "( người Hoa gốc Mỹ), và Shang-Chi dạy Katy cách phát âm tên của anh ấy, đây là một khoảnh khắc tổng hợp để hỗ trợ khán giả cách phát âm đúng từ "Shang-Chi".
Việc Shang-Chi được bao quanh bởi "nhiều phụ nữ mạnh mẽ" được hình thành từ mối quan hệ giữa Shang-Chi và Wenwu, với việc họ là những nhân vật phụ đối với anh ta trong khi cũng là những câu chuyện của riêng họ. Cretton nói rằng việc có "những người phụ nữ đá vào mông anh ấy vào thiết bị trong suốt bộ phim cảm thấy đúng". Ba chị gái của Cretton và vợ anh đã giúp truyền cảm hứng cho Katy, Xialing, Ying Nan và Ying Li.  Nói về mối quan hệ giữa Shang-Chi và Katy, Cretton rất thích được thể hiện một tình bạn mạnh mẽ, "quan tâm sâu sắc" hiếm thấy trong các bộ phim siêu anh hùng, nói thêm rằng không bao giờ cảm thấy đúng khi hai nhân vật kết thúc một mối quan hệ lãng mạn vì nó sẽ bị ép buộc. Yeoh yêu cầu thêm một cảnh giữa nhân vật Ying Nan của cô và Xialing của Zhang sẽ giúp Xialing "lần đầu tiên bước ra khỏi bóng tối"; cảnh này đã trở thành một phần quan trọng trong hành trình của Xialing trong phim và là một trong nhiều cảnh cũng giải quyết vấn đề phân biệt giới tính trong truyện.  Cretton cảm thấy việc nhìn thấy Xialing trở thành người đứng đầu mới của tổ chức Mười chiếc nhẫn trong cảnh hậu kỳ của bộ phim phản ánh việc cô bắt đầu nắm quyền kiểm soát cuộc sống của mình. Nhiều phiên bản khác nhau của cảnh này đã tồn tại trong suốt quá trình sản xuất trước khi nó được chuyển sang sau phần ghi công vì họ cho rằng đó là "một ý tưởng hay ho cho câu chuyện có thể đi đến đâu trong tương lai". Cretton cũng lưu ý rằng có nhiều tài liệu được tạo ra liên quan đến mười chiếc nhẫn đã được cố tình giữ lại để khám phá trong các dự án trong tương lai.

### Quay phim
Công việc chụp ảnh chính bắt đầu vào tháng 2 năm 2020,  được chụp tại Fox Studios Australia ở Sydney và tại một địa điểm trên toàn bang New South Wales, với tựa đề là Steamboat. William Pope là nhà quay phim cho bộ phim, quay trên tàu Arri Alexa LF. Cretton chọn Pope vì anh ấy cảm thấy phong cách của nhà quay phim có thể vừa tự nhiên vừa cao cấp, và vì tác phẩm của Pope về The Matrix (1999) mà Cretton tin rằng có tông màu phù hợp cho một bộ phim MCU tập trung vào các nhân vật người Mỹ gốc Á và người Mỹ gốc Á. Cretton được truyền cảm hứng bởiPhim điện ảnh của Thành Long , loạt phim Ip Man, Thái Cực Quyền Sư, và Kung Fu Hustle cùng những tác phẩm khác thuộc thể loại võ thuật và kung-fu,  cũng như anime và trò chơi điện tử.
Vào ngày 12 tháng 3, sau khi các hãng phim bắt đầu tạm dừng sản xuất phim do đại dịch COVID-19, Cretton đã quyết định tự xét nghiệm coronavirus sau khi làm việc chặt chẽ với những người có khả năng bị phơi nhiễm với nó.  Đây là một biện pháp phòng ngừa do Cretton có một đứa con sơ sinh, và anh ta đã tự cô lập trong khi chờ đợi những kết quả này;  xét nghiệm sau đó cho kết quả âm tính. Trong khi Cretton tự cô lập, Marvel đã đình chỉ việc sản xuất đơn vị đầu tiên cho bộ phim nhưng dự định cho các khía cạnh khác như đơn vị thứ hai tiếp tục như bình thường. Vào ngày 13 tháng 3, phần còn lại của quá trình sản xuất bộ phim đã bị tạm dừng do Disney tạm dừng quay hầu hết các dự án của mình. Trước khi đóng máy, Ronny Chieng đã tham gia vào dàn diễn viên với một vai diễn không được tiết lộ. Vào đầu tháng 4, Disney đã chuyển phần lớn nhóm phim Giai đoạn 4 của họ do đại dịch, dời ngày phát hành của Shang-Chi sang ngày 7 tháng 5 năm 2021.
Quá trình xây dựng bộ phim được tiếp tục vào cuối tháng 7 năm 2020, và đến ngày 2 tháng 8, tất cả các diễn viên và thành viên đoàn phim đã đến để bắt đầu quay "trong những ngày tới". Mọi diễn viên và thành viên phi hành đoàn trở về Úc từ bên ngoài phải được cách ly trong hai tuần khi đến nơi trước khi trở lại làm việc, theo hướng dẫn của Úc. Cuối tháng 8, Yeoh được xác nhận sẽ xuất hiện trong phim.  Tháng tiếp theo, ngày phát hành của bộ phim được lùi sang ngày 9 tháng 7 năm 2021, sau khi Black Widow (2021) được chuyển sang ngày tháng 5 năm 2021.  Vào tháng 10, việc quay phim diễn ra tại San Francisco, cũng với tựa đề là Steamboat. Các địa điểm chụp bao gồm các khu vực lân cận Đồi Nga , Thung lũng Noe và Đồi Nob , cũng như Bến Ngư Phủ và Quảng trường Ghirardelli. Phim kết thúc vào ngày 24 tháng 10 năm 2020.
Đối với các cảnh hành động của bộ phim, Cretton đã lấy cảm hứng từ một loạt các phong cách chiến đấu khác nhau do Shang-Chi được đào tạo các loại võ thuật khác nhau . Chúng bao gồm "phong cách wushu tao nhã, gần như thanh tao" trong Ngọa hổ tàng long (2000) và những màn đánh đấm "động trời" trong các bộ phim của Thành Long. Điều phối viên đóng thế giám sát Brad Allan cùng với các thành viên khác của Đội đóng thế Thành Long chịu trách nhiệm làm cho các phong cách khác nhau cảm thấy nhất quán, cũng như chứa đựng các yếu tố của điện ảnh hành động Hồng Kông. Các biên đạo múa Trung Quốc đã được sử dụng để tạo ra các cảnh chiến đấu kiểu võ thuật. Schwartz nói rằng mỗi phong cách chiến đấu trong phim đều có ý nghĩa và chúng giúp kể câu chuyện một cách trực quan. Phân cảnh chiến đấu trên xe buýt là một phần của Cretton cho bộ phim, gọi đó là "kịch bản giả như" để giúp giải thích các phân cảnh chiến đấu mà anh thích thú, "những cảnh mà tiền cược cứ tăng lên khi cuộc chiến tiếp tục". Khi nó được lên kế hoạch cho bộ phim, Cretton đã ghi công Allan vì đã đưa "bộ phim hài thể chất giống như Buster Keaton [vào cuộc chiến], pha trộn với các thiết lập và phần thưởng, và tiền cược tăng lên và tăng đến mức gần như vô lý". Điều phối viên chiến đấu Andy Cheng nói thêm rằng cuộc chiến xe buýt mất hơn một năm để lên kế hoạch, trải qua tới 20 lần lặp lại khác nhau, với hầu hết sự khác biệt liên quan đến cuộc chiến bên trong xe buýt. Trình tự đã được hoàn thành một phần khi quá trình sản xuất ngừng hoạt động vì COVID, yêu cầu những người liên quan phải "trả lại" sau khi quá trình sản xuất tiếp tục để hoàn thành. Hai xe buýt đã được sử dụng, trên một gimbal cao 15 feet (4,6 m) cho "mọi hành động lớn" và một gimbal khác cao 3,3 feet (1,0 m), với phần lớn cửa sổ và ghế ngồi được tháo ra để đảm bảo an toàn. Cheng nói thêm rằng việc tìm ra cách chiếc xe buýt sẽ bị cắt làm đôi và dàn dựng một cuộc chiến xung quanh nó là phần khó nhất.  Mặc dù các cảnh bên ngoài của phân cảnh được quay ở San Francisco, các cảnh bên trong xe buýt được quay ở Sydney.Trình tự được quay ở 48 khung hình / giây để giúp theo dõi hoặc điều chỉnh, và chuyển đổi trở lại 24 khung hình / giây , trong khi các cảnh quay ở chế độ chuyển động chậm được quay ở tốc độ 250 khung hình / giây bằng Máy ảnh Phantom. Đòn tấn công Kamehameha trong anime Dragon Ball Z là nguồn cảm hứng cho trận chiến cuối cùng giữa Shang-Chi và Văn Vũ, trận đấu mà Cretton cũng đã đưa vào sân của mình.

### Hậu kỳ
Shang-Chi và huyền thoại Thập Luân được dành riêng để giám sát điều phối viên đóng thế Brad Allan, người đã qua đời vào tháng 8 năm 2021. Nat Sanders và Elísabet Ronaldsdóttir là đồng biên tập của bộ phim,  cùng với Harry Yoon .  Vào tháng 12 năm 2020, Marvel tiết lộ vai trò của một số diễn viên, bao gồm Awkwafina trong vai Katy, bạn của Shang-Chi, Yeoh trong vai Jiang Nan và Chieng trong vai Jon Jon. Họ cũng thông báo tuyển chọn Meng'er Zhang trong vai Xialing, Fala Chen trong vai Jiang Li, và Florian Munteanu trong vai Razor Fist; Munteanu được chọn sau khi Marvel Studios ấn tượng với vai diễn của anh ấy trong Creed II (2018). Vào tháng 3 năm 2021, ngày phát hành của bộ phim một lần nữa bị lùi sang ngày 3 tháng 9 năm 2021, khi Black Widow được chuyển sang ngày tháng 7 năm 2021, và Dallas Liu được tiết lộ sẽ xuất hiện.
Đoạn giới thiệu chính thức của bộ phim vào tháng 6 năm 2021 tiết lộ rằng Benedict Wong sẽ đóng lại vai Wong trong MCU của anh ấy , cùng với sự xuất hiện của Abomination; Abomination xuất hiện lần đầu trong The Incredible Hulk (2008), do Tim Roth thể hiện, với Roth cung cấp giọng hát chưa được công nhận cho nhân vật trong Shang-Chi và huyền thoại Thập Luân.  Feige rất thích trở lại Abomination sau hơn một thập kỷ kể từ lần xuất hiện cuối cùng trong MCU của anh ấy, đặc biệt là khi người hâm mộ nhận ra và đón nhận tài liệu tham khảo. Cretton nói thêm rằng, ngoài việc trở thành một cặp "thực sự tuyệt vời", Abomination và Wong được chọn vì họ "có ý nghĩa với những gì đang xảy ra trong MCU vào khoảng thời gian của bộ phim của chúng tôi" và liên kết nó với các dự án MCU trong tương lai.  Wong rất vui khi được tham gia bộ phim và dàn diễn viên châu Á của bộ phim, bày tỏ sự phấn khích khi được "ngồi vào bàn của những người xuất sắc châu Á".
Cảnh mid-credit của phim, có sự góp mặt của Mark Ruffalo trong vai Bruce Banner và Brie Larson trong vai Carol Danvers, được Cretton hình thành vào cuối quá trình sản xuất phim để giải quyết nguồn gốc của mười chiếc nhẫn. Callaham lưu ý rằng có nhiều nguồn gốc khác nhau được tạo ra trong phim cho mười chiếc nhẫn, trước khi quyết định để nguồn gốc mơ hồ để được giải quyết chi tiết hơn trong phần sau của MCU. Callaham cho biết đây là một sự lựa chọn có chủ đích sau khi họ nhận ra rằng "nó không tạo ra bất kỳ sự khác biệt nào ở đâu [trong phim này]. Đó không phải là câu chuyện mà chúng tôi đang kể."  Cretton đã hy vọng cảnh này sẽ có sự góp mặt của Wong, cũng như việc anh ấy đi hát karaoke với Shang-Chi và Katy để hát "Hotel California", nhưng không chắc nhân vật Avengers nào sẽ xuất hiện cho đến cuối giai đoạn hậu sản xuất.  Banner và Danvers đều được chọn cho cảnh này vì mỗi người đều đại diện cho các khía cạnh khoa học và không gian của MCU,  với sự xuất hiện của họ cũng xếp hàng chính xác với các sự kiện khác trong MCU xảy ra xung quanh thời điểm hiện trường.  Ngoài ra, Callaham tin rằng Larson đã được thêm vào vì trước đó cô đã làm việc với Cretton trong Short Term 12 (2013), The Glass Castle (2017) và Just Mercy(2019). Mặc dù Cretton nhắc lại rằng sự xuất hiện của Danvers có ý nghĩa đối với cảnh quay, nhưng anh ấy vẫn nói đùa rằng điều này tiếp tục chuỗi ngày xuất hiện của cô ấy trong các bộ phim của anh ấy và nói rằng anh ấy thích bao gồm "những người mà tôi yêu thích trong các bộ phim mà tôi đang làm". Ruffalo và Larson quay vai của họ vào đầu năm 2021 trong quá trình chụp ảnh bổ sung của bộ phim. Feige cho biết cảnh này nhằm cho thấy Shang-Chi "quan trọng và quan trọng như thế nào" đối với MCU, ví nó với sự xuất hiện của Nick Fury trong cảnh post-credit của Iron Man .

#### Hiệu ứng hình ảnh
Mười sáu nhà cung cấp hiệu ứng hình ảnh đã làm việc trên bộ phim, với tối đa ba nhà cung cấp trên một cảnh quay nhất định, tạo ra hơn 2.000 cảnh quay, trong đó hơn 1.700 cảnh quay trong phim cuối cùng. Giám sát hiệu ứng hình ảnh Joe Farrell đã mô tả quá trình này giống như "các quân cờ di chuyển xung quanh". 40 đến 50 trong số 168 cảnh quay trong cảnh chiến đấu trên xe buýt chủ yếu là kỹ thuật số, với toàn bộ môi trường yêu cầu các tác phẩm kỹ thuật số bao gồm xe buýt, tòa nhà và con người. Farrell cho biết chuyển động của trình tự làm cho việc chỉnh sửa khó khăn, đặc biệt là liên quan đến chín hành khách. Chúng được lập bản đồ để biết chúng ở đâu mọi lúc và đôi khi được di chuyển xung quanh bằng kỹ thuật số. Farrell, người phải ở lại Sydney do đại dịch COVID, đã lên kế hoạch cho cảnh quay ở San Francisco bằng cách sử dụng Chế độ xem phố của Google và thuê các thành viên phi hành đoàn đã làm việc trênFast & Furious nhượng quyền thương mại để quay trình tự. Vì phân cảnh chiến đấu ở Ma Cao diễn ra trên giàn giáo bên ngoài một tòa nhà bằng kính, các đội đã xây dựng một màn hình xanh 360 độ mở rộng xung quanh trường quay để ngăn hình ảnh phản chiếu của phi hành đoàn xuất hiện trên phim, với Rodeo FX thực hiện công việc quay phim cần thiết cho sự nối tiếp. Phần lớn trung tâm thành phố Ma Cao được tạo ra bằng kỹ thuật số, với Farrell giám sát từ xa trình tự từ Sydney sau khi các đội bay không người lái vạch ra khu vực trên Google Earth .
Cảnh bản đồ nước trải qua nhiều lần lặp lại để xác định cách truyền tải thông tin đó, Cretton cảm thấy việc sử dụng nước "kết nối hoàn hảo với câu chuyện của các nhân vật của chúng ta" và tạo ra một "cảnh đẹp về mặt thị giác".  Hundun Morris được lấy cảm hứng từ con chó của gia đình Cretton, một con dachshund 15 tuổi. Hình ảnh của những chú chó hunduns đã được đưa vào trong quá trình phát triển ban đầu như là nguồn cảm hứng tiềm năng cho bộ phim và Cretton muốn đưa chúng vào bộ phim theo một cách nào đó sau khi nhìn thấy chúng. Morris là một "đốm màu" trên màn ảnh xanh trong suốt quá trình quay phim, với việc Cretton ghi nhận Kingsley đã giúp "thổi luồng sinh khí vào anh ta", khiến cho cảm giác như thể Morris là một nhân vật thực sự. Nhiều thiết kế khác nhau đã được thử nghiệm cho nhân vật, bao gồm cả một thiết kế trông anh ta "như một con gà bị nhổ lông", nhưng các nhà sáng tạo muốn đảm bảo Morris vẫn dễ thương, điều này là một thách thức vì đôi mắt và khuôn mặt của nhân vật giúp truyền tải cảm xúc của họ. Như vậy, họ dựa vào vẻ ngoài của lông và lông của anh ta.

## Phát hành

### Tại rạp chiếu
Shang-Chi và huyền thoại Thập Luân đã có buổi công chiếu đầu tiên trên thế giới tại Nhà hát El Capitan và Nhà hát Trung Quốc TCL ở Los Angeles vào ngày 16 tháng 8 năm 2021,  và được chiếu tại CinemaCon vào ngày 25 tháng 8.  Bộ phim bắt đầu phát hành tại các thị trường quốc tế vào ngày 1 tháng 9, với 66% thị trường được phát hành vào cuối tuần đầu tiên. Tại Úc, Shang-Chi và Truyền thuyết về Mười chiếc nhẫn được phát hành vào ngày 2 tháng 9, với kế hoạch phát hành tại New South Wales, Victoria và Lãnh thổ Thủ đô Úc vào ngày 16 tháng 9 vì Khóa trạng thái liên quan đến COVID-19; Cuối cùng nó được phát hành tại New South Wales vào ngày 11 tháng 10 khi các rạp chiếu ở bang này mở cửa trở lại. Phim được phát hành tại Hoa Kỳ vào ngày 3 tháng 9,  tại hơn 4.200 rạp chiếu phim, với 400 IMAX, hơn 850 ở định dạng lớn cao cấp, 1.500 3D và 275 ở D-Box, 4DX và ScreenX đặc biệt.
Phim đã có 45 ngày công chiếu độc quyền tại rạp, thay vì được phát hành đồng thời tại các rạp và trên Disney + với Premier Access như Black Widow .  Vào tháng 8 năm 2021, với sự gia tăng của các trường hợp biến thể COVID-19 Delta, Giám đốc điều hành Disney Bob Chapek giải thích rằng bộ phim sẽ chỉ ở rạp do "tính thực tế của những thay đổi vào phút cuối" và được gọi là độc quyền 45 ngày "một thử nghiệm thú vị" để công ty tìm hiểu thêm về cách người tiêu dùng muốn xem và tiêu thụ phim của họ; Liu đã đặt vấn đề với Chapek khi gọi bộ phim là một thử nghiệm, Feige sau đó nói rằng phản ứng của Liu dường như là sự hiểu lầm về ý định của Chapek. Shang-Chi và huyền thoại Thập Luân là một phần của Giai đoạn 4 của MCU.
Shang-Chi và huyền thoại Thập Luân trước đó đã được lên kế hoạch phát hành vào ngày 12 tháng 2 năm 2021,  tức ngày đầu năm mới của Trung Quốc, trước khi chuyển sang ngày 7 tháng 5, và sau đó đến ngày 9 tháng 7, bị trì hoãn do đại dịch COVID-19. Bộ phim chuyển một lần nữa vào tháng 3 năm 2021 sang ngày tháng 9 năm 2021 sau khi Góa phụ đen được dời sang ngày phát hành ngày 9 tháng 7. Vào tháng 5 năm 2021, một báo cáo truyền thông nhà nước Trung Quốc đã loại trừ Shang-Chi và huyền thoại Thập Luân, cũng như Eternals, khỏi danh sách các bộ phim MCU sắp phát hành, mà Variety lưu ý "thêm vào tin đồn" rằng các bộ phim sẽ không được phát hành ở Trung Quốc.  Vào tháng 9 năm 2021, Deadline Hollywood báo cáo rằng việc chiếu rạp ở Trung Quốc khó có thể xảy ra do nhận xét của Liu trong một cuộc phỏng vấn với CBC vào năm 2017, liên quan đến những nhận xét tiêu cực từ cha mẹ anh về cuộc sống ở Trung Quốc. Mặc dù vậy, đến đầu tháng 10, Disney vẫn liệt việc phát hành phim ở Trung Quốc là "cần được xác định".

### Phương tiện truyền thông tại gia
Phim được phát hành dưới dạng tải xuống kỹ thuật số vào ngày 12 tháng 11 năm 2021, cũng như trên Disney+ như một phần của lễ kỷ niệm "Ngày Disney+" của dịch vụ. Disney+ cũng nhận được phiên bản Nâng cao IMAX của bộ phim. Phim được phát hành trên Ultra HD Blu-ray, Blu-ray và DVD vào ngày 30 tháng 11. Phương tiện truyền thông gia đình của phim bao gồm bình luận âm thanh, cảnh bị xóa, cuộn phim và nhiều phim truyện hậu trường khác nhau.
Sau khi phát hành Shang-Chi và huyền thoại Thập Luân trên Disney +, ứng dụng theo dõi người xem Samba TV đã báo cáo rằng hơn 1,7 triệu hộ gia đình ở Mỹ đã xem bộ phim trong tuần đầu tiên ra mắt. Samba TV cũng tiết lộ lượng người xem ở Vương quốc Anh (250.000), Đức (85.000) và Úc (17.000),  trong khi TV Time báo cáo rằng đây là bộ phim được phát nhiều nhất ở Hoa Kỳ trong cùng khung giờ đó.  Nielsen tuyên bố rằng đây là bộ phim được phát trực tuyến nhiều thứ hai với lượng người xem là 1,072  tỷ phút trong tuần đầu tiên công chiếu. Người Mỹ gốc Á chiếm 10% khán giả, tỷ lệ phần trăm cao nhất cho bất kỳ phim nào trên bảng xếp hạng.
Trong tuần thứ hai, đây là phim được xem nhiều thứ ba theo Nielsen, với 878 triệu phút được xem,  và là phim được xem nhiều thứ hai theo TV Time. Nó vẫn giữ vị trí của mình trên TV Time trong tuần tiếp theo, trong khi Nielsen tuyên bố rằng đây là bộ phim được phát trực tuyến nhiều thứ ba với 613 triệu phút được xem. Trong tuần thứ tư, nó tụt xuống vị trí thứ ba trên bảng xếp hạng của TV Time,  trong khi tụt xuống vị trí thứ năm trên bảng xếp hạng của Nielsen với lượng người xem là 273 triệu phút. Nó tụt xuống vị trí thứ tư trên TV Time vào tuần sau, trong khi vẫn giữ được vị trí trên Nielsen với 233 triệu phút xem. Trong tuần thứ sáu, nó đã vươn lên vị trí thứ ba trên bảng xếp hạng của TV Time. TV Time tuyên bố rằng đây là bộ phim được phát trực tuyến nhiều thứ sáu trên toàn cầu vào năm 2021.
Phim đứng đầu trên bảng xếp hạng NPD Videoscan First Alert, theo dõi doanh số bán đĩa DVD và Blu-ray kết hợp, và bảng xếp hạng doanh thu Blu-ray chuyên dụng, trong hai tuần. Trong tuần đầu tiên, 72% doanh số bán hàng đến từ Blu-ray, trong đó cả Blu-ray UHD và Blu-ray truyền thống chiếm khoảng 36% doanh số mỗi loại. Trong tuần thứ hai, Blu-ray truyền thống chiếm 41% doanh thu trong khi UHD Blu-ray chiếm 23%.  Trong khi đó, nó giành được vị trí đầu tiên trên bảng xếp hạng kỹ thuật số của Redbox sau khi phát hành.  Đây là tựa đĩa bán chạy thứ ba trong tháng 12 năm 2021 theo NPD Group.

## Đón nhận

### Phòng vé
Shang-Chi và huyền thoại Thập Luân đã thu về 224,5 triệu USD ở Hoa Kỳ và Canada, và 207,7  triệu USD ở các vùng lãnh thổ khác, với tổng số 432,2  triệu USD trên toàn thế giới. Bộ phim thu được 13,2 triệu đô la trên toàn thế giới từ IMAX, đây là kỷ lục cuối tuần của Ngày Lao động.
Shang-Chi và huyền thoại Thập Luân thu được 29,6 triệu USD trong ngày đầu công chiếu (bao gồm 8,8 triệu USD từ các bản xem trước vào tối thứ Năm), là ngày khởi chiếu tốt thứ ba kể từ khi bắt đầu đại dịch COVID-19 vào tháng 3 năm 2020. Tổng doanh thu xem trước vào tối thứ Năm cao thứ hai trong đại dịch, sau Góa phụ đen (13,2 triệu USD). Phim thu về 75,5 triệu USD trong ba ngày đầu tuần công chiếu, lớn thứ hai về đại dịch, sau Black Widow (80,3 triệu USD). IMAX đã đóng góp 8 triệu đô la, đây là kỷ lục cho một bản phát hành cuối tuần vào Ngày Lao động. Phim thu được 94,67 triệu đô la trong bốn ngày cuối tuần của Ngày Quốc tế Lao động, vượt qua 30,6 triệu đô la của Halloween (2007) là bộ phim mở màn vào cuối tuần Ngày Lao động lớn nhất từ trước đến nay. Bộ phim đã vượt mốc 100 triệu USD trong năm ngày, là bộ phim nhanh nhất đạt được cột mốc đó kể từ Star Wars: The Rise of Skywalker (2019) đã vượt qua con số đó trong tuần đầu công chiếu. Nó vẫn là bộ phim số một trong tuần thứ hai, thu về 35,8 triệu đô la, đây là tổng doanh thu cuối tuần lớn nhất thứ hai của đại dịch. Trong tuần thứ ba ra mắt, bộ phim lại một lần nữa trở thành phim số một, thu về 21,7 triệu đô la, trở thành doanh thu cuối tuần thứ ba lớn thứ hai cho bản phát hành vào tháng 9 sau It (2017). Shang-Chi và huyền thoại Thập Luân một lần nữa lại là bộ phim dẫn đầu trong tuần thứ tư của nó, là bộ phim MCU thứ ba sau Guardians of the Galaxy (2014) và Black Panther (2018) vẫn là phim đứng đầu trong bốn tuần liên tiếp, và trở thành phim có doanh thu cao nhất năm 2021 tại Hoa Kỳ , vượt qua Black Widow .  Bộ phim đã vượt qua 200 triệu đô la ở Hoa Kỳ và Canada vào ngày 30 tháng 9, trở thành phim đầu tiên của thời đại đại dịch đạt được cột mốc này, là phim có doanh thu cao thứ ba trong tuần thứ năm, và cao thứ tư trong cuối tuần thứ sáu. Nó vẫn nằm trong top 10 tại phòng vé trong hai ngày cuối tuần nữa. Đến cuối tuần thứ tư, Deadline Hollywood dự kiến bộ phim sẽ thu được 250 triệu đô la trong tổng doanh thu phòng vé nội địa.
Phim thu về 56,2 triệu USD từ 41 thị trường trong tuần đầu công chiếu, đứng đầu trong nhiều phim.  Vương quốc Anh có ngày mở đầu đại dịch lớn nhất,  cũng như ngày cuối tuần mở đầu đại dịch kéo dài ba ngày lớn nhất với 7,7 triệu đô la. Tại Hồng Kông, bộ phim có doanh thu cuối tuần mở màn tháng 9 lớn nhất, cũng như doanh thu mở màn tốt thứ hai trong thời kỳ đại dịch. Nancy Tartaglione của Deadline Hollywood lưu ý việc mở màn 6,5 triệu đô la của Hàn Quốc là một sự kém hiệu quả đối với thị trường và một bộ phim MCU, mặc dù đây là bộ phim Hollywood đầu tiên mở màn ở vị trí quán quân trong vài tuần. Trong tuần thứ hai, phim thu được 35,2 triệu đô la từ 42 thị trường, giữ vị trí số một. Trong tuần thứ ba công chiếu, phim thu thêm 20,3 triệu USD từ 43 thị trường, là phim đứng đầu ở nhiều vùng lãnh thổ, bao gồm Úc, Brazil, Mexico và Anh. Phim khởi chiếu tại Indonesia vào cuối tuần thứ tư, mở đầu ở vị trí số một với 1,2 triệu đô la, trong khi vẫn giữ vị trí số một tại nhiều thị trường, chẳng hạn như Úc, Brazil, Mexico và Anh. Shang-Chi và huyền thoại Thập Luân là bộ phim hàng đầu ở Úc trong chín ngày cuối tuần, với ngày có doanh thu cao nhất là vào ngày 31 tháng 10 năm 2021. Kể từ ngày 3 tháng 10 năm 2021 , các thị trường lớn nhất của phim là Vương quốc Anh (27,1 triệu USD), Hàn Quốc (14,9 triệu USD) và Pháp (11,5 triệu USD).

### Phản hồi của giới phê bình
Trang web tổng hợp bài phê bình Rotten Tomatoes báo cáo tỷ lệ phê duyệt là 91%, với điểm trung bình là 7,5 / 10, dựa trên 323 bài phê bình. Phần nhất trí của giới phê bình trên website cho biết, "Shang-Chi và Truyền thuyết về Mười chiếc nhẫn không hoàn toàn không có công thức quen thuộc của Marvel, nhưng câu chuyện nguồn gốc thú vị này mở rộng MCU theo nhiều cách hơn một."  Trên Metacritic, bộ phim có điểm trung bình có trọng số là 71/100, dựa trên 52 nhà phê bình, cho thấy "các đánh giá nhìn chung là thuận lợi".  Khán giả được thăm dò bởi CinemaScore cho điểm trung bình của phim là "A" trên thang điểm A + đến F, trong khi PostTrak đã báo cáo 91% khán giả cho điểm tích cực, với 78% nói rằng họ chắc chắn sẽ giới thiệu nó.
Peter Debruge tại Variety gọi bộ phim là "một hiệu ứng hình ảnh hào nhoáng, do người châu Á dẫn dắt, mang đến cho hạng hai [Shang-Chi] cùng một cách đối xử quá đỉnh mà những nghệ sĩ đình đám như Hulk và Thor thường nhận được. Kết quả mở rộng Một lần nữa, phạm vi đại diện của [Marvel Studios] mang đến cho khán giả gốc Châu Á loại hình trao quyền mà Black Panther đã mở đường cho một vài năm trở lại đây."  Angie Han của The Hollywood Reporter cảm thấy trong khi Shang-Chi và Truyền thuyết về mười chiếc nhẫnđã không "kết hợp" các yếu tố võ thuật, giả tưởng và khám phá văn hóa Trung Quốc và người Mỹ gốc Á "mượt mà như [nó] nên làm", nó đã trở thành một bộ phim siêu anh hùng "đủ mới mẻ và vui nhộn để cảm thấy đáng giá quay". Han tin rằng một số phân cảnh hành động ít dữ dội hơn khiến bộ phim có vẻ ít giống một bộ phim siêu anh hùng hơn và giống như "sự vĩ đại đáng kinh ngạc của các bộ phim chuyển thể từ truyện cổ tích người thật của Disney" và thêm một số tính hài hước giúp bộ phim không "quá coi trọng bản thân ", nhưng" cướp đi một số điều kỳ diệu của nó ". Cô ấy cũng khen ngợi diễn xuất của Leung, người mà sự chân thành trong việc miêu tả Wenwu đã khiến anh ấy trở thành một "siêu nhân có linh hồn".
Cho bộ phim 3,5 trên 4 sao, Nick Allen của RogerEbert.com tin rằng bộ phim "phù hợp với bao bì của Marvel theo cách riêng của nó, nhưng nó có một sức hút vô cùng lớn mà các bộ phim MCU khác, phim siêu anh hùng và phim hành động nói chung nên có. ghi chú từ". Allen tin rằng Leung là diễn viên "xuất sắc nhất" của bộ phim và rất thích các phân cảnh chiến đấu khác nhau kể từ khi Cretton thay đổi độ cao, ánh sáng, phản xạ và dàn dựng cho từng cảnh. Anh ấy lưu ý rằng hành động cuối cùng của bộ phim là "một chuyến đi tàu lượn siêu tốc quá đỉnh, ham chơi, đến mức bạn không thể không bắt nguồn từ nó" và kết luận rằng Shang-Chi "không phải là một thử nghiệm cho Marvel và Disney" mà là " một khuôn mẫu đầy hứa hẹn về cách họ có thể làm đúng trở lại", Laura Sirikul cho biết bộ phim là "sự pha trộn chiến thắng của văn hóa Trung Quốc pha trộn với công thức thành công của Marvel nhằm tránh những khuôn sáo điển hình của châu Á và khuôn mẫu về giọng điệu và trình điều khiển tồi, đồng thời chỉ ra một số lỗi chủng tộc trong quá khứ của Marvel. cho thấy ở đây, tương lai cho Shang-Chi và đại diện châu Á trong MCU có vẻ tươi sáng. " Sirikui cũng cảm thấy vũ đạo là tốt nhất trong MCU, nói rằng các cảnh chiến đấu là "thực sự hài lòng" và khen ngợi Liu, Awkwafina và Leung. Tuy nhiên, cô cảm thấy bộ phim có một số vấn đề về nhịp độ khiến câu chuyện trở nên "phức tạp" và một "kết thúc vội vã [khiến] một số nhân vật cảm thấy không được thoải mái và bị gạt sang một bên".
Jake Cole của Tạp chí Slant đã chỉ trích bộ phim nhiều hơn, cho nó 1,5 trên 4 sao. Anh ấy tin rằng Shang-Chi được định nghĩa bởi "hội chứng mạo danh 'đứa trẻ có năng khiếu' giống như rất nhiều anh hùng tự nghi ngờ bản thân khác trong MCU" và chỉ trích màn trình diễn của Liu là "không ảnh hưởng nghiêm trọng", nhưng ca ngợi Leung là "dễ dàng truyền tải [ing] ác tâm bình tĩnh mà Wenwu khẳng định quyền lực tuyệt đối của mình cũng như nỗi thống khổ mà người đàn ông cảm thấy khi mất vợ ". Cole cảm thấy những đoạn hồi tưởng của bộ phim là "thừa" và có "độ phẳng về cảm xúc" khiến bộ phim "phát triển" mỗi khi chúng được sử dụng, và đặt vấn đề với các cảnh hành động có sự hỗ trợ của CGI và cảnh cuối cùng "trở nên ồn ào và hỗn loạn vô nghĩa về thị giác ".đã viết rằng bộ phim không phải là "một sự bổ sung vô vọng" cho MCU, nhưng nói thêm rằng bộ phim "có cảm giác hụt hẫng về nhân vật chính cũng như nhân vật chính nói về chính mình". Cô kết luận rằng bộ phim "bị kẹt giữa di sản của những người đi trước và ý thức về bản thân vẫn đang phát triển", đó là "điều người Mỹ gốc Á nhất" về bộ phim.

## Phim tài liệu đặc biệt
Vào tháng 2 năm 2021, loạt phim tài liệu Marvel Studios: Assembled được công bố. Điểm đặc biệt của bộ phim này, Assembled: The Making of Shang-Chi và Legend of the Ten Ring , là hậu trường của quá trình thực hiện bộ phim, và được phát hành trên Disney+ vào ngày 12 tháng 11 năm 2021.

## Phần tiếp theo
Vào tháng 12 năm 2021, phần tiếp theo được thông báo là đang được phát triển, với sự trở lại của Cretton để viết và đạo diễn. Tháng sau, Liu dự kiến sẽ quay lại vai diễn của mình trong phần tiếp theo, nói rằng anh muốn bộ phim khám phá xem nhân vật của anh sẽ làm gì với "sức mạnh mới được tìm thấy" của mười chiếc nhẫn, cũng như cách anh phù hợp với MCU lớn hơn.